# Claudine Merlin
Claudine Merlin (Coudekerque-Branche, 22 aprile 1929 – Parigi, 31 ottobre 2014) è stata una montatrice francese.
Collaboratrice abituale del regista Bertrand Blier, ha curato il montaggio dei suoi film per oltre vent'anni, da Calmos del 1976 ad Actors del 2000. Ha lavorato in diverse occasioni con André Téchiné e Josiane Balasko.

## Riconoscimenti
- Premio César per il miglior montaggio
  - 1977: candidata - Barocco
  - 1980: 
    - candidata - Buffet freddo
    - candidata - Les Sœurs Brontë

  - 1985: candidata - Notre histoire
  - 1987: candidata - Lui portava i tacchi a spillo
  - 1990: 
    - vincitrice - Troppo bella per te!
    - candidata (con Joëlle Hache) - L'insolito caso di Mr. Hire

  - 1992: candidata - Merci la vie - Grazie alla vita

## Filmografia

### Montatrice
- Tutta la memoria del mondo (Toute la mémoire du monde), regia di Alain Resnais - cortometraggio (1956)
- Le Chant du Styrène, regia di Alain Resnais - cortometraggio (1959)
- La Machine à parler d'amour, regia di Sébastien Japrisot - cortometraggio (1961)
- L'assassino ha prenotato la tua morte (Le Temps de mourir), regia di André Farwagi (1970)
- Crepa padrone, tutto va bene (Tout va bien), regia di Jean-Luc Godard e Jean-Pierre Gorin (1972)
- La soeur du cadre, regia di Jean-Claude Biette - cortometraggio (1973)
- La grande abbuffata (La grande bouffe), regia di Marco Ferreri (1973)
- Poil de carotte, regia di Henri Graziani (1973)
- Aloïse, regia di Liliane de Kermadec (1975)
- I riti erotici della papessa Jesial (La papesse), regia di Mario Mercier (1975)
- Calmos, regia di Bertrand Blier (1976)
- Barocco, regia di André Téchiné (1976)
- Preparate i fazzoletti (Préparez vos mouchoirs), regia di Bertrand Blier (1978)
- Les Sœurs Brontë, regia di André Téchiné (1979)
- Buffet freddo (Buffet froid), regia di Bertrand Blier (1979)
- 5% de risques, regia di Jean Pourtalé (1980)
- Ormai sono una donna (Beau-pere), regia di Bertrand Blier (1981)
- Hôtel des Amériques, regia di André Téchiné (1981)
- Jusqu'à la nuit, regia di Didier Martiny (1983)
- Le braconnier de Dieu, regia di Jean-Pierre Darras (1983)
- La Femme de mon pote, regia di Bertrand Blier (1983)
- Notre histoire, regia di Bertrand Blier (1984)
- L'ogre, regia di Simon Edelstein (1986)
- Lui portava i tacchi a spillo (Tenue de soirée), regia di Bertrand Blier (1986)
- La petite allumeuse, regia di Danièle Dubroux (1987)
- Chocolat, regia di Claire Denis (1988)
- Troppo bella per te! (Trop belle pour toi), regia di Bertrand Blier (1989)
- L'insolito caso di Mr. Hire (Monsieur Hire), regia di Patrice Leconte (1989)
- Notre soleil, regia di Eric Tellène - cortometraggio (1990)
- Le bal du gouverneur, regia di Marie-France Pisier (1990)
- Merci la vie - Grazie alla vita (Merci la vie), regia di Bertrand Blier (1991)
- Niente baci sulla bocca (J'embrasse pas), regia di André Téchiné (1991)
- Uno, due, tre, stella! (Un, deux, trois, soleil!), regia di Bertrand Blier (1993)
- Peuchere, regia di Eric Tellène - cortometraggio (1994)
- Coquin de sort, regia di Eric Tellène - cortometraggio (1994)
- Peccato che sia femmina (Gazon maudit), regia di Josiane Balasko (1995)
- Mon homme, regia di Bertrand Blier (1996)
- Un grand cri d'amour, regia di Josiane Balasko (1998)
- La mère Christain, regia di Myriam Boyer (1998)
- Trois ponts sur la rivière, regia di Jean-Claude Biette (1999)
- Actors (Les Acteurs), regia di Bertrand Blier (2000)
- Parlami d'amore, regia di Sophie Marceau (2002)
- Saltimbank, regia di Jean-Claude Biette (2003)
- L'ex-femme de ma vie, regia di Josiane Balasko (2004)
- Cliente, regia di Josiane Balasko (2008)

### Assistente al montaggio
- Les Surmenés, regia di Jacques Doniol-Valcroze - cortometraggio (1958)
- Zazie nel metrò (Zazie dans le métro), regia di Louis Malle (1960)
- Muriel, il tempo di un ritorno (Muriel, ou le temps d'un retour), regia di Alain Resnais (1963)
- Aimez-vous les femmes, regia di Jean Léon (1964)
- Viva Maria!, regia di Louis Malle (1965)
- Chappaqua, regia di Conrad Rooks (1966)
- Il Rapace (Le Rapace), regia di José Giovanni (1968)